# Riquilda de Tolosa
Riquilda de Tolosa (905-955) fue infanta de Toulouse y condesa consorte de Barcelona (925-954). 

## Biografía

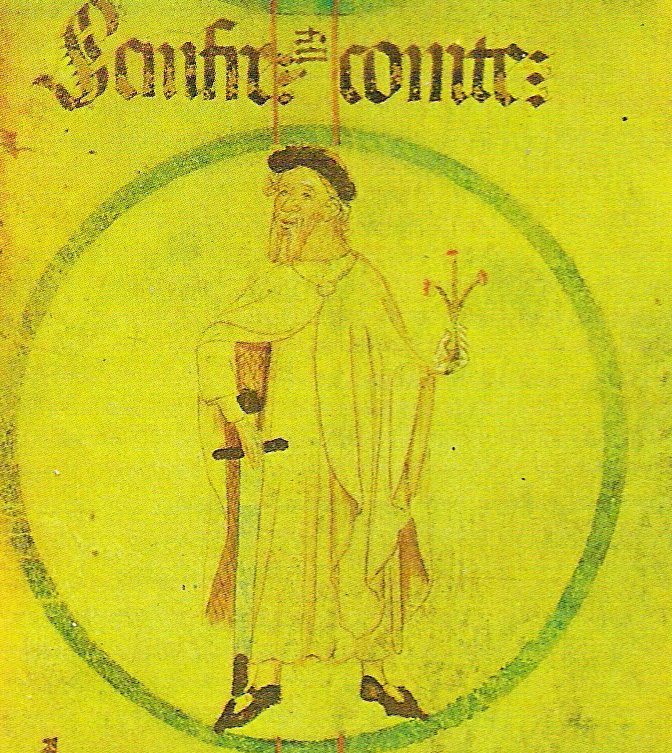
Suniario I, conde de Barcelona

Hija de Ermengol I de Roergue y su esposa, Adelaida, se casó en 925 con el conde de Barcelona Suniario I, de la que fue su segunda esposa y con la que tuvo 5 hijos:
- Ermengol I de Osona (925-943), conde de Osona
- Miró I de Barcelona (926-966), conde de Barcelona
- Borrell II de Barcelona (927-992), conde de Barcelona
- Adelaida de Cerdaña (928-955), casada con su tío Sunifredo de Urgel y posteriormente abadesa del Monasterio de San Juan de las Abadesas
- Guillermo de Cerdaña (929-986)

En junio del año 945 el obispo Guilarà (937-59) consagró la iglesia del nuevo Monasterio de San Pedro de las Puellas de Barcelona, fundado por Riquilda y su esposo en el lugar que ocupaba desde el 801 la iglesia de San Sadurní de Tolosa. Allí hicieron ingresar a su hija Adelaida de Cerdaña.
Ese mismo año el obispo Jordi de Vich instituyó a su requerimiento el Monasterio de Santa Cecília de Montserrat según la regla de San Benito. La condesa Riquilda entregó a Cesari, su primer abad, las iglesias de la montaña de Montserrat, usurpándolas a Ripoll de Gerona (945?-1023). En los correspondientes documentos de la donación se menciona por primera vez el castillo de Gelida.